# James P. Czekanski

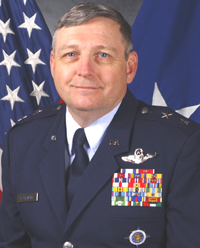
James P. Czekanski (2004)

James P. Czekanski (* 12. Juli 1946 in Fall River, Bristol County, Massachusetts; † 14. Dezember 2012 in Shalimar, Okaloosa County, Florida) war ein Generalmajor der United States Air Force. Er war unter anderem Kommandeur der 4. Luftflotte.
Über das ROTC-Programm der University of Massachusetts gelangte er im Jahr 1968 in das Offizierskorps der United States Air Force. Dort durchlief er anschließend alle Offiziersränge vom Leutnant bis zum Zwei-Sterne-General. Im Lauf seiner militärischen Karriere absolvierte er verschiedene Kurse und Schulungen. Dazu gehörten unter anderem eine Ausbildung zum Kampfpiloten und weitere Fortbildungskurse als Pilot neuer Flugzeugtypen; die Squadron Officer School auf der Maxwell Air Force Base in Alabama und das Air War College. Außerdem erhielt er einen akademischen Grad von der Troy University.
In seinen frühen Jahren als Offizier der Luftwaffe war er an verschiedenen Stützpunkten stationiert. Dabei war er als Pilot, Flugausbilder oder Stabsoffizier bei unterschiedlichen Einheiten tätig. Die meiste Zeit diente er in Reserveeinheiten der Air Force. Zwischen Oktober 1972 und März 1974 war er auf der Ubon Royal Thai Air Force Base in Thailand stationiert, von wo aus er in der Endphase des Vietnamkriegs eingesetzt wurde.
Nach seiner Rückkehr gehörte er in unterschiedlichen Funktionen verschiedenen Reserveeinheiten der amerikanischen Luftwaffe an. Zwischen April 1986 und August 1987 kommandierte er als Oberstleutnant auf der Homestead Air Force Base in Florida die 301. Luftrettungs-Schwadron (301st Aerospace Rescue and Recovery Squadron). Diese war bzw. ist eine Reserveeinheit und untersteht dem 920. Rettungsgeschwader (920th Rescue Wing). Anschließend erhielt er das Kommando über die 913th Tactical Airlift Group, das er zwischen August 1987 und August 1989 innehatte. Dabei handelte es sich um eine der 22. Luftflotte (Twenty Second Air Force) unterstehende Reserveeinheit.
Es folgte eine Versetzung zur Charleston Air Force Base in South Carolina. Dort war James Czekanski bis zum Juli 1991 stellvertretender Kommandeur des 315. Transportgeschwaders (315th Military Airlift Wing) das der 4. Luftflotte unterstand. Zwischen Juli 1991 und März 1992 kommandierte er dann dieses Geschwader. Anschließend erhielt er den Oberbefehl über das 439. Transportgeschwader (439th Airlift Wing), das auf der Westover Air Reserve Base in Massachusetts stationiert war und ebenfalls der 4. Luftflotte unterstand. Czekanski übte dieses Kommando zwischen März 1992 und Mai 1997 aus.
Seine nächste Mission führte ihn auf die Robins Air Force Base in Georgia. Zwischen Mai 1997 und April 1998 war er dort Generalinspekteur im Hauptquartier des Air Force Reserve Commands. Danach leitete er bis zum August 2000 dessen Stabsabteilung für Operationen. Am 7. August 2000 übernahm er auf der March Air Reserve Base in Kalifornien als Nachfolger von Wallace W. Whaley das Kommando über die 4. Luftflotte. Dieses Amt bekleidet er bis zum 7. September 2003 als Robert E. Duignan seine Nachfolge antrat. Während seiner Zeit als Kommandeur der 4. Luftflotte war diese zeitweise im Irakkrieg eingesetzt. Sein letzter militärischer Auftrag führte ihn auf die Scott Air Force Base in Illinois. Dort gehörte er als mobilization assistant to the Deputy Commander dem Stab des United States Transportation Commands an. Gleichzeitig kommandierte er die Joint Transportation Reserve Unit. Diese Aufgaben erfüllte er bis zu seiner Pensionierung im Jahr 2006.
Während seiner aktiven Zeit als Militärpilot absolvierte James Czekanski über 7500 Flugstunden auf verschiedenen Flugzeugtypen.
Er starb am 14. Dezember 2012 in Shalimar in Florida.

## Daten der Beförderungen
| Abzeichen | Rang               | Jahr               |
| --------- | ------------------ | ------------------ |
|           | Second Lieutenant  | 1. Juni 1968       |
|           | First Lieutenant   | 21. Januar 1970    |
|           | Captain            | 22. Juli 1971      |
|           | Major              | 9. Mai 1980        |
|           | Lieutenant Colonel | 30. September 1985 |
|           | Colonel            | 1. August 1989     |
|           | Brigadier General  | 1. Februar 1998    |
|           | Major General      | 30. November 2001  |

## Orden und Auszeichnungen
James Czekanski erhielt im Lauf seiner militärischen Laufbahn unter anderem folgende Auszeichnungen:
- Air Force Distinguished Service Medal
- Legion of Merit
- Meritorious Service Medal
- Air Medal
- Air Force Commendation Medal
- Air Force Outstanding Unit Award
- Combat Readiness Medal
- National Defense Service Medal
- Armed Forces Expeditionary Medal
- Vietnam Service Medal
- Southwest Asia Service Medal
- Armed Forces Service Medal
- Humanitarian Service Medal
- Air Force Longevity Service Award
- Armed Forces Reserve Medal
- Gallantry Cross (Südvietnam)
- Vietnam Campaign Medal (Südvietnam)
- Kuwait Liberation Medal (Saudi-Arabien)
- Kuwait Liberation Medal (Kuwait)